# Harz + Heide
Harz + Heide (Im Jahr 2008: Braunschweig-Messe) war eine jährliche Verbrauchermesse, die bis zum Jahr 2007 in der Zeit um Christi Himmelfahrt in Braunschweig stattfand. Im Jahr 2008 öffnete die Messe im Herbst letztmals ihre Pforten. Die Regionalmesse war mit über 500 Ausstellern und 30.000 m² Ausstellungsfläche in 19 temporären Hallen eine der größten Veranstaltungen der Stadt und Region Braunschweig. Veranstalter war von 1952 bis 2008 die AFAG Messen und Ausstellungen GmbH.

## Geschichte
Die erste Ausstellung fand vom 30. April bis zum 15. Mai 1949 anlässlich des 50-jährigen Bestehens des städtischen Verkehrsvereins statt. Die erste Ausstellung wurde auf einem Gelände hinter der Kant-Hochschule ausgerichtet. In den folgenden Jahren fand die Ausstellung unter dem Namen „Zwischen Harz und Heide“ unregelmäßig statt. Auch die Ausstellungsplätze änderten sich wiederholt. So wurde 1957 und 1961 das Franzsche Feld und 1967, für die 11. Ausstellung, das alte Bahnhofsgelände genutzt. In den 1970er Jahren änderte sich der Name in „Harz + Heide“.
Die 17. Ausstellung im Jahr 1978 erreichte mit 18.200 m² Ausstellungsfläche in 18 Hallen sowie 8.000 m² Freifläche und mehr als 115.000 Besuchern ein Rekordergebnis. Die Ausstellung fand auf dem Braunschweiger Messegelände an der „Theodor-Heuss-Straße“ statt, wo sie bis 2008 jährlich stattfand.

## Umstrukturierung und Ende
Aufgrund der stark sinkenden Besucherzahlen – im Vergleich zu 2006/2007 ein Minus von 10 % – wurde beschlossen, die Messe umzugestalten und den Termin zu verlegen. Im Jahre 2008 fand diese Messe einmalig im Herbst vom 27. September bis 5. Oktober unter dem Namen Braunschweig-Messe zwischen Harz und Heide statt. Insgesamt 67.000 Besucher bedeuteten für die Messe einen neuen Minusrekord. Aufgrund der wirtschaftlichen Lage und Streitigkeiten mit der Stadt Braunschweig sowie sinkender Besucherzahlen entschied im Januar 2009 der Veranstalter, die Messe einzustellen.

## Messeangebot
Angebotsschwerpunkt der Regionalmesse „Harz + Heide“ waren die Bereiche Eigenheim, Freizeit & Hobby und Business. Des Weiteren beteiligten sich auch öffentliche Einrichtungen der Stadt, des Zweckverbands Großraum Braunschweig und der Medien. Die Messe bot eine Mischung aus Themenparks, Aktionsbereichen und Events.
- Eigenheim: Der Schwerpunkt Eigenheim beinhaltete Ausstellungen aus den Bereichen rund um den Bau, den Ausbau sowie Energietechnik. Auch Werkzeug- und Maschinenaussteller und Aussteller für technische Hobby und Heimwerkerausstattung waren regelmäßig vertreten. Einen weiteren wichtigen Teil dieses Schwerpunktes bildete sie Einrichtung und Innenausstattung sowie das Kunsthandwerk.
- Freizeit & Hobby: Der Schwerpunkt Freizeit & Hobby beinhaltete die Bereiche Nahrungs- und Genussmittel, Sport und Hobby, Touristik sowie Mode und Kunstgewerbe.
- Business: Der Schwerpunkt Business beschäftigte sich mit dem Dienstleistungs- und Beratungssektor, der Ausbildung und Bildung sowie der Kommunikationstechnik.